# 대흥동 (대전)
대흥동(大興洞)은 대전광역시 중구에 속한 행정동 및 법정동이다. 도심의 중심지역으로 외부로부터 접근이 용이하고 주요 기관과 명문학교가 위치한 상업 및 주거 발달지역이다. 300여개의 상가가 밀집하여 상권을 이룬 대전극장 주변은 으능정이 문화거리와 연계되어 젊은 층을 위한 다양한 업소 밀집지역으로 청소년들의 이용이 많은 지역이며, 대전의 가구 문화를 이끌어온 오랜 전통의 중교동 가구거리 등 중심상권을 이루고 있다.

## 지명
한밭에서 크게 일어날 것이라 하여 ‘대흥’(大興)이라 하였으며, 동산마루, 테미, 부처댕이를 병합하여 대흥리로 하였으며 현재는 대흥동이다.

## 역사
대흥동은 백제시대는 우술군, 통일신라시대에는 비풍군에 속하였다가, 조선시대에 공주목 산내면이었으며, 고종 32년에 회덕군 산내면 부처댕이 테미였으며 1914년 조선총독부의 군면 통합으로 동산마루, 부처댕이, 테미를 통합 대전군 외남면 대흥리로 되었다. 1917년 대전면이 지정면이 되어 대전군 대전면 대흥정이 되었다. 1949년 대전시 대흥동이 되었으며, 1977년 구제 신설로 중구 대흥동이 었다가 1989년 1월 1일부로 대전직할시 중구 대흥동이 되었다. 현재 대흥동은 법정동이고, 1932년 충남도청이 공주에서 대전으로 이전 비약적인 발전을 거듭, 1963년 1월 1일 대흥동은 대흥1동, 대흥2동, 대흥3동으로 각각 분동되었다가 1998년 1월 1일 다시 대흥동으로 통합되었다.

### 테미
대흥동에 있는 테미라는 지명은 성과 성을 연결한다는 백제어로 테미에는 한밭벌을 지키는 백제의 치소이며 지휘소인 테미성이 있었다고 한다. 백제부흥운동의 최초 시작이 바로 이 테미성에서 시작을 했는데, 백제부흥군이 테미성에서 봉화를 올리면 대전지역의 모든 산성의 부흥군이 불로 응대했다는 이야기가 전해져 내려온다. 테미 인근에 위치하는 성모초등학교의 교가는 '계족산 봉화대에 불을 밝혀라~'로 시작되는 것도 이와 관련이 있다.

## 교육
- 대흥초등학교
- 성모초등학교
- 대전중학교
- 대전여자중학교
- 대전고등학교
- 성모여자고등학교

## 언론
- 대전가톨릭평화방송